# توکسوپلاسما گوندی
توکسوپلاسما گوندی(نام علمی: Toxoplasma gondii) یک انگل اجباری درون سلولی است که میزبان عمده آن گربه است و قابلیت انتشار آن توسط مدفوع گربه می‌باشد اما قدرت آلوده کردن انواع مهره‌داران و پستانداران و پرندگان را نیز دارد و در برخی کشورها در سرم خون تا یک سوم افراد بالغ آنتی‌بادی این انگل مشاهده می‌شود که این امر نشان دهنده شیوع بالا و قدرت آلودگی این انگل است. تقریباً ۱۱٪ افراد بین ۴۹–۶ سال در ایالات متحده آمریکا دارای آنتی‌بادی علیه توکسوپلاسما می‌باشند.
آلودگی به توکسوپلاسما گوندی در برخی افراد اهمیت دارد مثل خانم‌های باردار که می‌تواند باعث سقط یا عقب ماندگی جنین شود.

## اشکال توکسوپلاسما گوندی

### تاکی‌زوئیت
گونه‌های تاکی‌زوئیت توکسوپلاسما گوندی در سلول‌های هسته‌دار مهره‌داران وجود دارند و از طریق جوانه زدن درون سلول میزبان تکثیر می‌یابند.

### سدو کیست (کیست کاذب)
به سلول هسته دار حاوی تاکی زوئیت پسودوکیست (کیست کاذب) گفته می‌شود. دراین حالت انگل‌های درون آن را اندوزوییت می‌نامند. در این شکل حدود ۴۰ تاکی زوییت درون یک سلول دیده می‌شود. کیست کاذب در مراحل حاد بیماری تشکیل شده و به‌طور دائمی تشکیل نمی‌گردد بلکه تشکیل ان به صورت موقت یا موضعی است.
تاکی زوئیت‌ها بعد از ورود به سلول‌های عصبی به ویژه در مغز و چشم نفوذ کرده، در آنجا به آهستگی تکثیر میابد (به صورت برادی زوئیت‌ها) و کیست‌های بافت مخفی را تشکیل می‌دهند. که مرحله مزمن بیماری آغاز می‌شود. این کیست‌های بافتی که در گذشته کیست کاذب(pseudocyst) نامیده می‌شدند؛ پس از خورده شدن توسط گربه‌ها عفونت زا می‌شوند (مرحله جنسی روده ای و تولید اووسیت را سبب می‌شوند)
یا هنگامی که توسط سایر حیوانات (میزبان واسط) خورده می‌شوند کیست‌های بافتی بیشتری را ایجاد میکنن (غیر جنسی)

### کیست نسجی
اگر سیستم ایمنی میزبان فعال شود در اطراف تاکی زوئیت‌های درون سلول‌های هسته دار غشای مقاومی تشکیل می‌شود تا انگل بتواند در برابر سیستم ایمنی مقاومت کند که در این حالت به سلول کیست نسجی گفته می‌شود که در مرحله مزمن بیماری ایجاد می‌شود.
در این حالت به تاکی زوئیت‌های درون کیست نسجی برادی زوئیت می‌گویند چون به کندی تکثیر می‌کنند.

## سیر تکاملی توکسوپلاسما گوندی
توکسوپلاسما گوندی تک میزبانه اختیاری است یعنی هم می‌تواند در یک میزبان و هم در دو میزبان سیر تکاملی خود را تکمیل کند اما میزبان نهایی آن حتماً گربه است.
در سیر تکاملی خود دو مرحله دارد: ۱) مسیر تکاملی خارج روده ای (فاز توکسوپلاسمیک) ۲)مسیر تکاملی روده ای (فاز ایزوسپوریک)

## مسیر تکاملی خارج روده ای
سیکل خارج روده ای هم در سلول‌های هسته دار گربه و هم میزبان واسط می‌تواند انجام شود. میزبانان واسط مثل انسان با خوردن کیست‌های نسجی حاوی برادی زوئیت و هم اوسیست‌های حاوی اسپروزوئیت آلوده می‌شوند.
در سیکل خارج روده ای برادی و اسپروها وارد سلول‌های هسته دار شده و تبدیل به تاکی زوئیت می‌شوند و از طریق جوانه زدن تکثیر می‌یابند و سپس سلول میزبان را پاره کرده و از طریق خون و لنف به ارگان‌های مختلف رفته و تکثیر می‌یابند و کانون‌های نکروزه را به وجود می‌آورند که در این حالت اگر فرد داروی مناسبی دریافت نکند و سیستم تکامل نیابد منجر به مرگ بیمار می‌شود. اما پس از خوردن دارو و تکامل سیستم ایمنی در اطراف انگل درون سلول‌های هسته دار غشای مقاومی ایجاد می‌شود و کیست نسجی به وجد می‌آید که وقتی کاملاً بزرگ شد سلول‌های هسته دار میزبان را و کیست نسجی به صورت آزاد در بافت قرار می‌گیرد و به ارگان‌های مختلف می‌رود.

## فاز روده ای
فاز روده ای فقط در روده گربه انجام می‌شود. در این فاز هم تکثیر غیرجنسی (شیزوگونی) و هم تکثیر جنسی (گامتوگونی) وجود دارد.
انگل ممکن است به شکل ااسیست، تاکی زوئیت یا برادی زوئیت و بیشتر از طریق خوردن موش آلوده وارد بدن گربه شود. انگل وارد اپی تلیوم روده باریک گربه شده و در آنجا به تروفوزوئیت تبدیل می‌شود. تروفوزوئیت‌ها شیزوگونی انجام می‌دهند و مروزوئیت‌ها خارج می‌شوند و دوباره وارد اپی تلیوم روده شده و چند شیزوگونی را تکرار می‌کنند. برخی از مروزوئیت‌هایی که وارد اپی تلیوم می‌شوند تبدیل به میکرو/ماکرو گامتوسیت می‌شوند و از هر میکروگامتوسیت ۱۲–۱۰ میکروگامت تاژک دار به وجود می‌آید.
از مزوج شدن میکرو و ماکروگامت زیگوت به وجود می‌آید که تبدیل به ااسیست می‌شوند و ااسیست وارد لومن روده گربه می‌شود و از طریق مدفوع گربه خارج شده و سیکل تکاملی تکرار می‌شود.

## بیماری‌زایی توکسوپلاسما گوندی
بیماری‌زایی این انگل به چند صورت انجام می‌شود:۱)اکتسابی ۲)مادرزادی ۳)چشمی ۴)در افراد دارای نقص ایمنی

## اکتسابی
عفونت با انگل در اکثر مواقع بدون علامت است اما اگر علامت دار شود ممکن است به شکل لنفاوی یا اگزانتوماتوز یا Cerebrospinal باشد.